# Campoplex brevicornis
Campoplex brevicornis är en stekelart som först beskrevs av Szepligeti 1916.  Campoplex brevicornis ingår i släktet Campoplex och familjen brokparasitsteklar. Inga underarter finns listade.